# Barbacena (tiểu vùng)
Barbacena là một tiểu vùng thuộc bang Minas Gerais, Brasil. Tiều vùng này có diện tích 3361 km², dân số năm 2007 là 205270 người.